# Phlyakenvasen

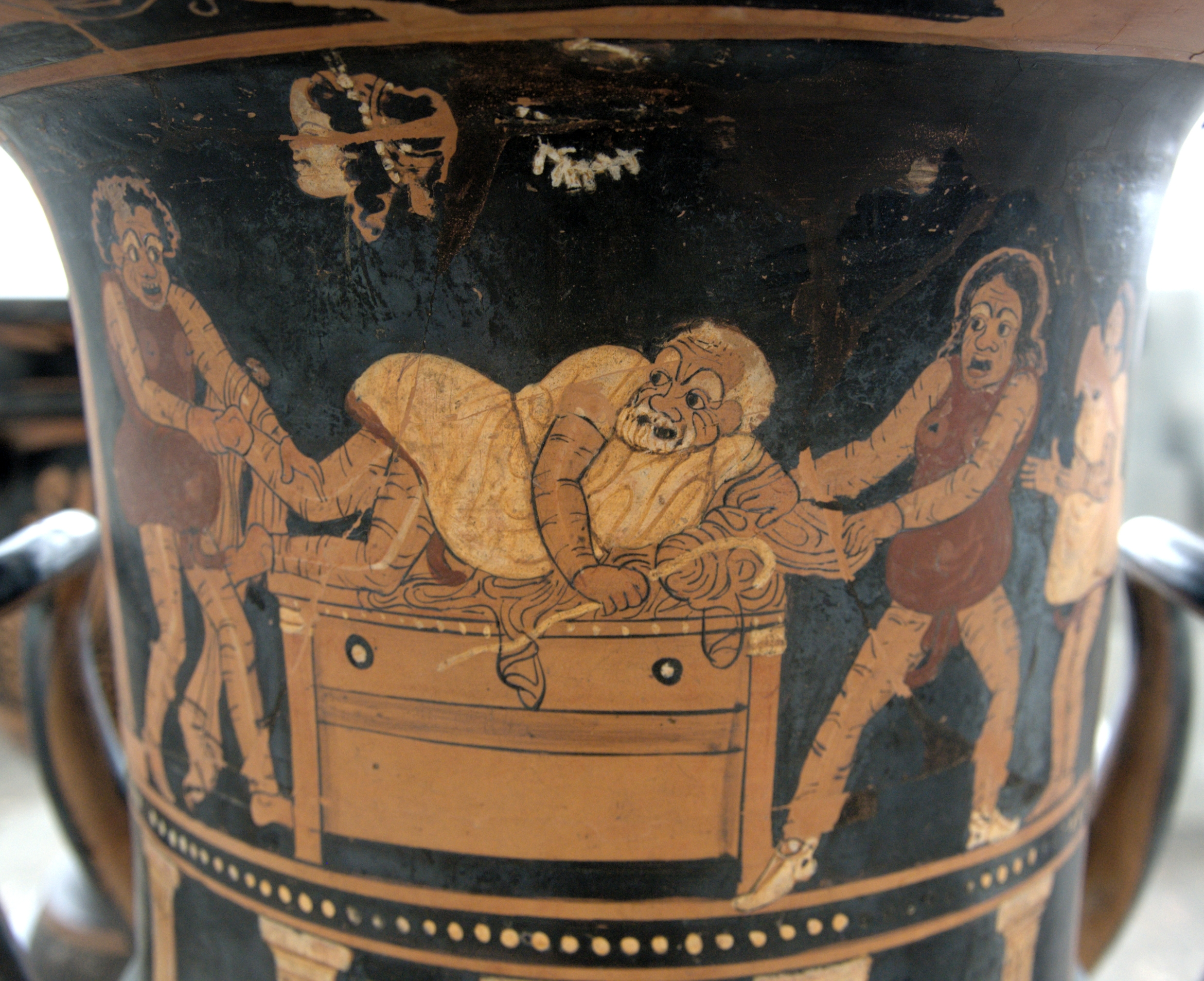
Drei Männer (Gynmilos, Kosios und Karion) berauben einen Geizhals (Kharinos) innerhalb seines Hauses. Rotfigurig-paestanischen Kelchkrater des Asteas, um 350–340 v. Chr.

Der archäologische Ausdruck Phlyakenvasen (auch „Komödienvasen“ oder ähnlich) bezeichnet eine besondere Spielart sizilischer und unteritalischer Vasen des 4. Jahrhunderts v. Chr. Diese Gefäße zeichnen sich durch Darstellungen aus, die im komischen Drama des griechischen Theaters angesiedelt sind.

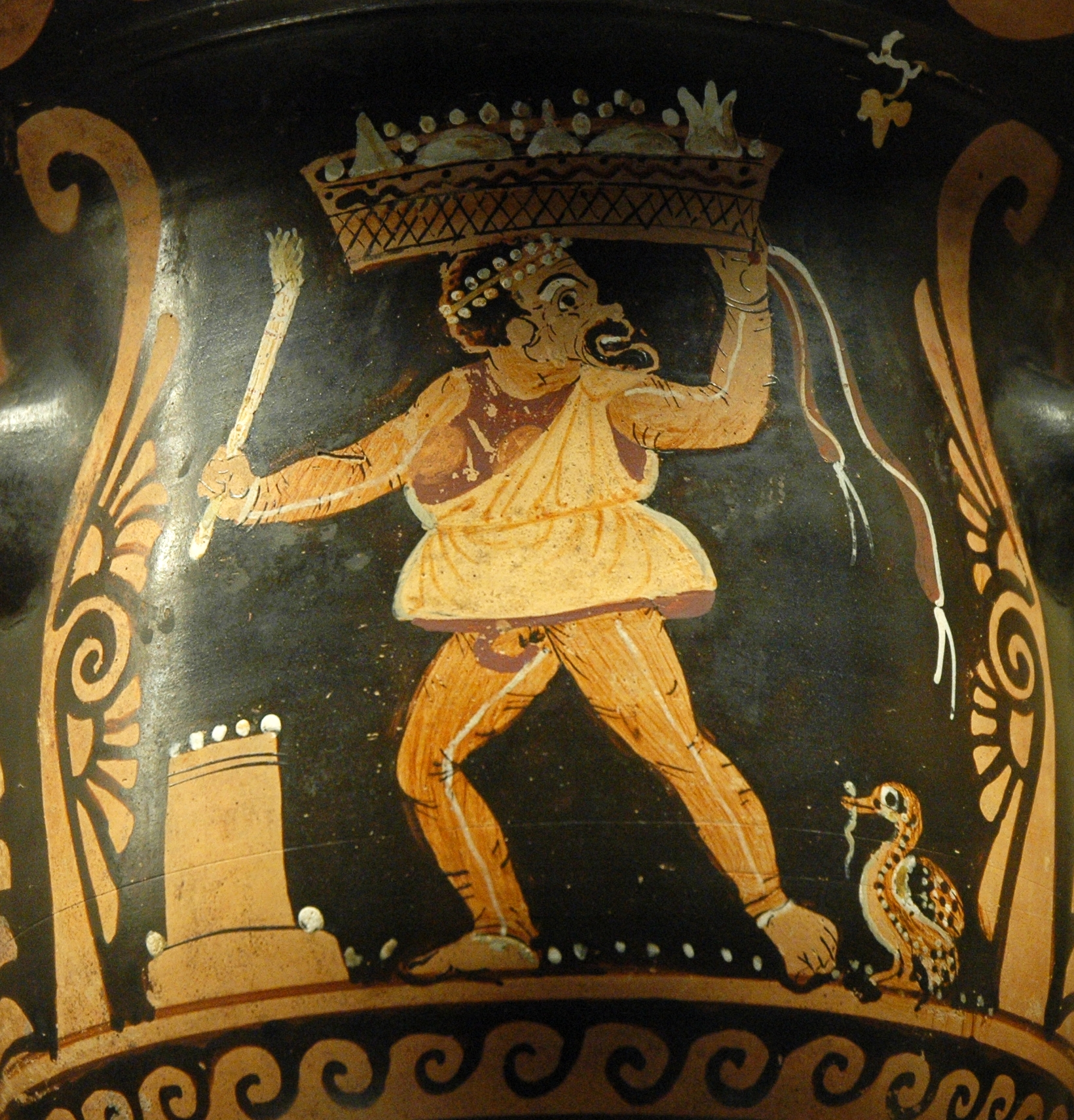
Glockenkrater des Malers Python. Ein Schauspieler hat einen Korb auf dem Kopf. Um 360/50 v. Chr.

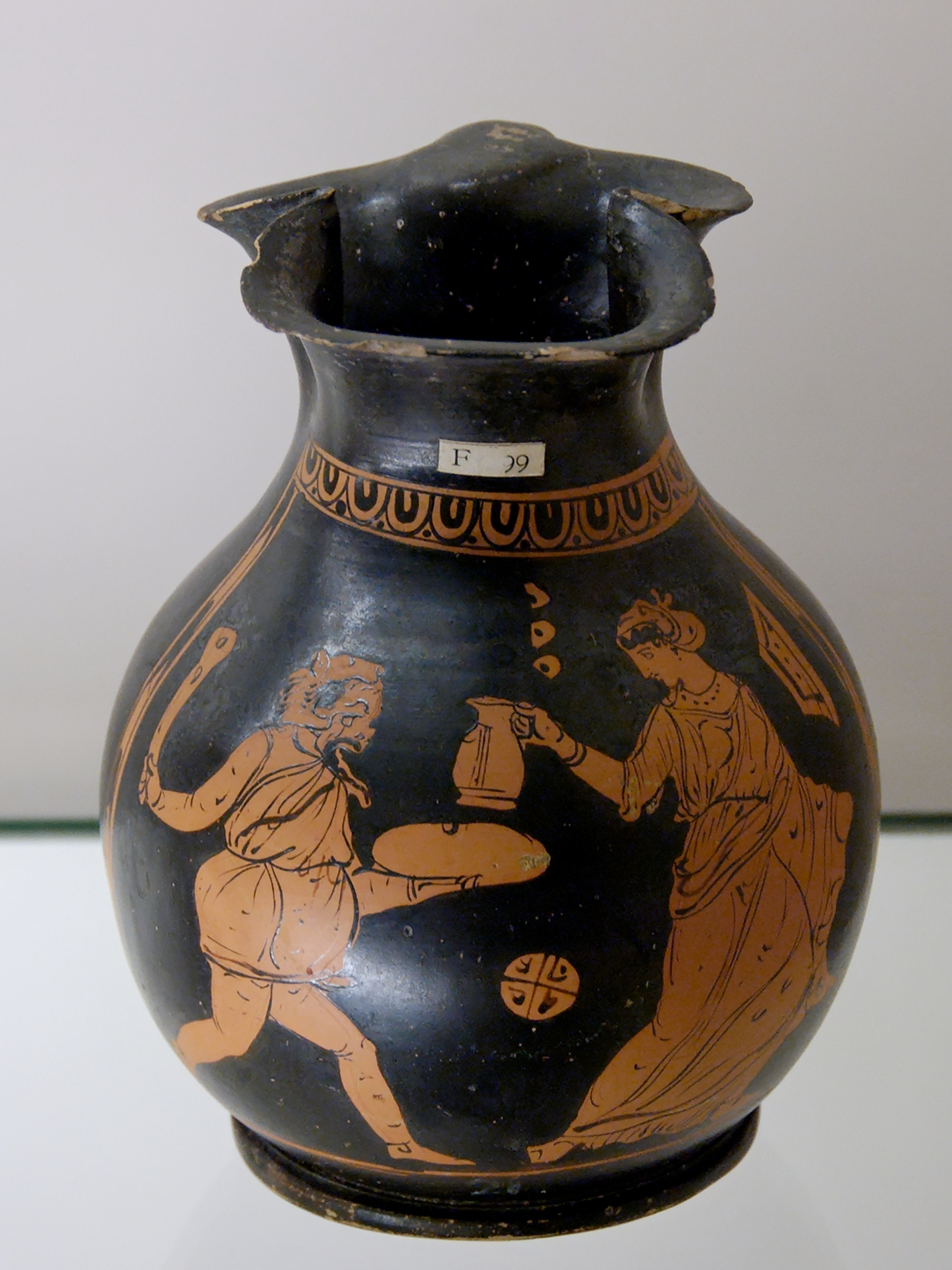
Apulische Oinochoe der Choes-Gruppe. Herakles umwirbt eine Frau. Um 370/60 v. Chr.

Die frühere Forschung ging noch davon aus, dass die Phlyakenvasen ausschließlich eine unteritalische Variante der dorischen Volksposse – die Phlyakenposse – reflektieren, worauf ihr archäologischer Spitzname beruht. Die jüngere Forschung hat jedoch feststellen können, dass die Darstellungen zum Teil Reflexe der attischen Komödie darstellen. Daher wurden auch alternative Formulierungen vorgeschlagen, so im Englischen „comic vases“ oder „comedy-related vases“ oder im Deutschen „Komödienvasen“.
Die heute mehr als 250 bekannten Vasen und Fragmente zeigen ein breites Spektrum verschiedener Götter- und Heldenburlesken, so Zeus und Hermes bei ihren amourösen Abenteuern, Mythentravestien wie Ödipus und die Sphinx und Szenen aus dem Leben der Menschen wie Hochzeiten, Liebesabenteuer oder die Bestrafung von Dieben oder anderen unfreundlichen Zeitgenossen. Für die Erforschung des antiken griechischen Theaters sind die Phlyakenvasen von besonderer Bedeutung, da Bühnendekoration, Bühnenaufbau und Kostüme oft detailreich dargestellt werden. Die Komödiendarsteller auf den Phlyakenvasen tragen das typische Schauspielerkostüm, das bereits aus der attischen Vasenmalerei und Terrakottenproduktion bekannt ist: Ein am ganzen Körper eng anliegendes Trikot, dass an Bauch und Gesäß ausgestopft ist und somit die Träger sehr dick und plump erscheinen lässt, sowie einen großen umgebundenen Phallus. Darüber trugen die – ausschließlich männlichen – Schauspieler je nach Rolle, die sie spielen sollten, verschiedene Masken und Kleidungen. Das breite Spektrum an Rollen reicht vom Bürger über Haussklaven bis hin zur Prostituierten.
Zentren der Phlyakenvasen waren Apulien und Paestum. Außerhalb Unteritaliens sind Phlyakenvasen sehr selten.